# Teaching Materials
Albums de Abingdon Boys School
Abingdon Boys School Abingdon Road
Teaching Materials est un album du groupe de rock japonais abingdon Boys School exclusivement réservé à l'Europe. Il est sorti le 30 octobre 2009 en Europe.
Certains morceaux de cet album sont déjà présents sur leur album précédent, comme INNOCENT SORROW, HOWLING ou Nephilim.

## Liste des morceaux
- 01 - INNOCENT SORROW
- 02 - Fre@k $how
- 03 - HOWLING
- 04 - NERVOUS BREAKDOWN
- 05 - Nephilim
- 06 - LOST REASON
- 07 - BLADE CHORD
- 08 - Desert Rose
- 09 - STRENGTH.
- 10 - Freedom
- 11 - JAP
- 12 - Valkyrie
- 13 - Kimi no uta